# Henrique da Silva (zawodnik MMA)
Luis Henrique da Silva (ur. 1 września 1989 w Limoeiro) – brazylijski zawodnik mieszanych sztuk walki (MMA) wagi półciężkiej. Mistrz Mr. Cage z 2018 oraz PFC z 2022. Walczył dla takich organizacji jak UFC, Oktagon MMA czy KSW.

## Kariera MMA

### Wczesna kariera
Da Silva zadebiutował zawodowo w mieszanych sztukach walki 15 grudnia 2013 roku na gali Gringo Super Fight 8, gdzie wygrał przez TKO z Jonathanem Valą już w pierwszej rundzie. Następne 9 walk zakończył także przez techniczne nokauty (TKO) lub nokauty (KO), z czego wszystkie starcia odbyły się w Brazylii.

### UFC
Po imponującej serii zwycięstw podpisał kontrakt z najlepszą federacją MMA na świecie Ultimate Fighting Championship. Debiut dla nowego pracodawcy odbył 4 czerwca 2016 podczas gali UFC 199, która odbyła się w Inglewood w Kalifornii. Da silva zwyciężył walkę w swoim stylu, nokautując technicznie ciosami w parterze w drugiej odsłonie rundowej Jonathana Wilsona. Cztery miesiące później podczas październikowej gali UFC 199: Rockhold vs. Bisping 2 zwyciężył po raz pierwszy poddaniem, zmuszając do odklepania Joachima Christensena, po dobrze założonej dźwigni na staw skokowy. Na następny dzień da Silva został nagrodzony bonusem finansowym w kategorii występ wieczoru, wynoszącym dodatkowe 50 000 dolarów.
W grudniu jeszcze tego samego roku poniósł pierwszą porażkę w karierze, ulegając taką samą techniką jak z walki z poprzedniej gali.
Na styczniowej gali UFC on FOX 23 w 2017 roku przegrał ponownie, jednak tym razem na pełnym dystansie rundowym, po którym to sędziowie punktowi wskazali jednogłośnie (3 x 30-27) zwycięstwo niepokonanego Amerykanina, Jordana Johnsona.
Da Silva w dwóch kolejnych walkach ponownie musiał uznać wyższość rywali, przegrywając dwukrotnie przed czasem. Najpierw 10 czerwca na UFC Fight Night: Lewis vs. Hunt został błyskawicznie znokautowany w 22 sekundy w pozycji parterowej przez Mołdawianina, Iona Cutelaba. Następnie 23 września podczas gali UFC Fight Night: Saint Preux vs. Okami na 15 sekund przed końcem pierwszej rundy przyjął czysty lewy sierpowy od zawodnika z Turcji, Gökhana Sakiego, po którym upadł, a sędzia ringowy przerwał to starcie. Po tej walce został zwolniony z amerykańskie organizacji.
Po wylocie z UFC kolejną walkę stoczył o pas mistrza organizacji Mr. Cage w wadze półciężkiej. 10 marca 2018 roku na gali Mr. Cage 34 w rodzinnej Brazylii Da Silva pokonał tam Otavio Lacerda po drugiej rundzie, stając się mistrzem w dywizji półciężkiej. Dwa miesiące później na gali Arena Fight 8: In Memory of Meire Cabral da Silva pokonał decyzją jednogłośną doświadczonego Edvaldo de Oliveirę.
Trzy miesiące później (11 sierpnia) wziął udział w programie Dana White’s Contender Series, w którym uczestnicy podczas poszczególnych sezonów na galach DWCS muszą zwyciężyć walkę w dobrym stylu, co gwarantuję zawodnikom podpisanie kontraktu z UFC. Da Silva podczas DW's Contender Series 2018: Brazil 2 przegrał jednogłośną decyzją z Johnnym Walkerem, przez co szansa na podpisanie ponownego kontraktu z UFC przepadła.

### Oktagon MMA i walki w Brazylii
Następne trzy miesiące później (10 listopada) na gali Super Fight Brazil 1 przegrał z Kleberem Raimundo Silvą przez nokaut po ponad 2 minutach.
W 2019 roku stoczył dwie walki dla czesko-słowackiej federacji Oktagon MMA. W pierwszej walce 8 czerwca znokautował Jana Gottvalda na 8 sekund przed końcem pierwszej rundy (Oktagon 12). Zaś w drugim pojedynku uległ po trzech rundach werdyktem jednogłośnym Karlosowi Vémoli (Oktagon 13). Po tej walce da Silva nie toczył pojedynków przez ponad dwa lata. Powrócił 28 sierpnia 2021 na gali Redenção Fight MMA, gdzie wygrał przez TKO z Maico Machado. Jeszcze w tym samym roku poniósł porażkę z rąk Chorwata, Ivana Erslana.

### KSW
We wrześniu 2022 roku polska federacja Konfrontacja Sztuk Walki ogłosiła zestawienie da Silvy z byłym mistrzem KSW w wadze półciężkiej, Tomaszem Narkunem na galę KSW 75. 14 października tego samego roku da Silva mimo pozycji underdoga brutalnie znokautował frontalnym kopnięciem na szczękę polskiego zawodnika w drugiej rundzie. Trzy dni po tej gali KSW nagrodziło da Silvę bonusem finansowym za najlepszy nokaut wieczoru gali, a sześć następnych dni później polska federacja sklasyfikowała popularnego Frankensteina na 2. miejscu w oficjalnym rankingu wagi półciężkiej KSW.
17 marca 2023 na KSW 80 stoczył drugą walkę dla polskiej federacji, w której skonfrontował się z niepokonanym Francuzem, Oumarem Sy. Przegrał w pierwszej rundzie przez poddanie, po tym jak Sy obalił Da Silvę i w parterze zaszedł mu za plecy, a następnie zacisnął duszenie zmuszając tzw. Frankensteina do odklepania.
Następnie 11 listopada 2023 stoczył walkę na gali XTB KSW 88: Bitwa o Radom. Jego rywalem został powracający do federacji KSW, Marcin Wójcik. W drugiej rundzie da Silva został znokautowany przez Polaka ciosem podbródkowym.

## Osiągnięcia

### Mieszane sztuki walki
- 2018: Mistrz Mr. Cage w wadze półciężkiej
- 2022: Mistrz PFC w wadze półciężkiej

## Lista walk zawodowych w MMA
| Wynik     | Bilans | Przeciwnik (bilans przed walką)          | Rozstrzygnięcie                             | Runda | Czas | Rozgrywki                                       | Data       | Miejsce        | Uwagi                                                           |
| --------- | ------ | ---------------------------------------- | ------------------------------------------- | ----- | ---- | ----------------------------------------------- | ---------- | -------------- | --------------------------------------------------------------- |
| Przegrana | 19-10  | Marcin Wójcik (18-8)                     | KO (prawy podbródkowy)                      | 2     | 0:31 | XTB KSW 88: Bitwa o Radom                       | 11.11.2023 | Radom          |                                                                 |
| Przegrana | 19-9   | Oumar Sy (7-0)                           | Poddanie (duszenie zza pleców)              | 1     | 1:40 | KSW 80: Eskiev vs. Ruchała                      | 17.03.2023 | Lubin          |                                                                 |
| Wygrana   | 19-8   | Tomasz Narkun (18-5)                     | KO (kopnięcie frontalne na szczękę)         | 2     | 0:28 | KSW 75: Stasiak vs Ruchała                      | 14.10.2022 | Nowy Sącz      | Debiut w KSW. Bonus za nokaut wieczoru                          |
| Wygrana   | 18-8   | Natalicio Filho (16-6)                   | KO (ciosy pięściami)                        | 2     | 4:07 | Pitbull Fight 59                                | 06.08.2022 | Castanhal      | Zdobył pas mistrzowski PFC w wadze półciężkiej. Main Event      |
| Wygrana   | 17-8   | Leonardo Vasconcelos (7-4)               | TKO (ciosy pięściami)                       | 1     | 4:17 | EF Fight Champions                              | 21.05.2022 | Benevides      | Main Event                                                      |
| Przegrana | 16-8   | Ivan Erslan (10-1)                       | TKO (ciosy pięściami)                       | 1     | 3:20 | Armagedon 2 Finals / FNC 4: Erslan vs. Da Silva | 04.12.2021 | Osijek         | Main Event                                                      |
| Wygrana   | 16-7   | Maico Machado (4-1)                      | TKO (ciosy pięściami)                       | 2     | 4:20 | Redenção Fight MMA                              | 28.08.2021 | Redenção       | Co-Main Event                                                   |
| Przegrana | 15-7   | Karlos Vémola (26-5)                     | Decyzja (jednogłośna)                       | 3     | 5:00 | Oktagon 13: Vémola vs. da Silva                 | 27.08.2019 | Praga          | Main Event                                                      |
| Wygrana   | 15-6   | Jan Gottvald (9-2)                       | KO (cios pięścią)                           | 1     | 4:52 | Oktagon 12: Végh vs. Zwicker                    | 08.05.2019 | Bratysława     | Debiut w Oktagon MMA.                                           |
| Przegrana | 14-6   | Kleber Raimundo Silva (15-8)             | KO (cios pięścią)                           | 1     | 2:41 | Super Fight Brazil 1                            | 10.11.2018 | Teresina       |                                                                 |
| Przegrana | 14-5   | Johnny Walker (13-3)                     | Decyzja (jednogłośna)                       | 3     | 5:00 | Dana White’s Contender Series Brazil 2          | 11.08.2018 | Las Vegas      |                                                                 |
| Wygrana   | 14-4   | Edvaldo de Oliveira (34-25)              | Decyzja (jednogłośna)                       | 3     | 5:00 | Arena Fight 8: In Memory of Meire Cabral        | 12.05.2018 | Redenção       |                                                                 |
| Wygrana   | 13-4   | José Otávio dos Santos Lacerda (9-5)     | TKO (niezdolność do walki)                  | 2     | 5:00 | Mr. Cage 34                                     | 10.03.2018 | Manaus         | Zdobył pas mistrzowski Mr. Cage w wadze półciężkiej. Main Event |
| Przegrana | 12-4   | Gökhan Saki (0-1)                        | KO (cios pięścią)                           | 1     | 4:45 | UFC Fight Night: Saint Preux vs. Okami          | 22.09.2017 | Saitama        |                                                                 |
| Przegrana | 12-3   | Ion Cuțelaba (12-3)                      | KO (ciosy pięściami)                        | 1     | 0:22 | UFC Fight Night 110: Lewis vs. Hunt             | 10.06.2017 | Auckland       |                                                                 |
| Przegrana | 12-2   | Jordan Johnson (6-0)                     | Decyzja (jednogłośna)                       | 3     | 5:00 | UFC on Fox: Shevchenko vs. Peña                 | 28.01.2017 | Denver         |                                                                 |
| Przegrana | 12-1   | Paul Craig (8-0)                         | Poddanie (dźwignia prosta na staw łokciowy) | 2     | 1:59 | UFC on Fox: VanZant vs. Waterson                | 17.12.2016 | Sacramento     |                                                                 |
| Wygrana   | 12-0   | Joachim Christensen (13-3)               | Poddanie (dźwignia prosta na staw łokciowy) | 2     | 4:43 | UFC Fight Night: Lineker vs. Dodson             | 01.10.2016 | Portland       | Bonus za występ wieczoru.                                       |
| Wygrana   | 11-0   | Jonathan Wilson (7-0)                    | TKO (ciosy pięściami)                       | 2     | 4:11 | UFC 199                                         | 04.06.2016 | Inglewood      | Debiut w UFC.                                                   |
| Wygrana   | 10-0   | Ildemar Alcântara (21-8)                 | TKO (ciosy pięściami)                       | 2     | 4:55 | KJC 2                                           | 14.01.2016 | Belém          |                                                                 |
| Wygrana   | 9-0    | Mayke Douglas Silva Mosque (1-0-1)       | TKO (ciosy pięściami)                       | 1     | 0:31 | SPF 40                                          | 06.12.2015 | Castanhal      |                                                                 |
| Wygrana   | 8-0    | Mauricio Santos (0-0)                    | KO (kopnięcie na głowę)                     | 1     | 1:29 | Brutality MMA Fight Championship                | 05.12.2015 | Benevides      |                                                                 |
| Wygrana   | 7-0    | Rodrigo Icoaraci (5-7)                   | TKO (przerwanie przez lekarza)              | 2     | 2:34 | TMMA                                            | 09.10.2015 | Benevides      |                                                                 |
| Wygrana   | 6-0    | Messias Pai de Santo (10-4)              | KO (ciosy pięściami)                        | 2     | 2:15 | Team Nogueira Ananindeua                        | 26.03.2015 | Ananindeua     |                                                                 |
| Wygrana   | 5-0    | Rafael Silva (3-0)                       | TKO (ciosy pięściami)                       | 1     | 0:32 | Rec Combat 2                                    | 29.11.2014 | Belém          |                                                                 |
| Wygrana   | 4-0    | Rogério Silva (0-0)                      | TKO (ciosy pięściami)                       | 1     | 1:49 | Coalizão Fight 4                                | 13.11.2014 | Benevides      | Debiut w wadze półciężkiej.                                     |
| Wygrana   | 3-0    | Fábio Augusto de Assis Vasconcelos (3-1) | TKO (ciosy pięściami)                       | 1     | 3:35 | Coalizão Fight 3                                | 04.09.2014 | Belém          |                                                                 |
| Wygrana   | 2-0    | Alberto Ramos Pinheiro (1-3)             | KO (ciosy pięściami)                        | 1     | 2:40 | BFC                                             | 23.05.2014 | Benevides      |                                                                 |
| Wygrana   | 1-0    | Jonathan Vale (0-1)                      | TKO (ciosy pięściami)                       | 1     | 4:28 | Gringo Super Fight 8                            | 15.12.2013 | Rio de Janeiro |                                                                 |